# グリーンズ (映画)
『グリーンズ』（A Soldier's Sweetheart）は1998年のアメリカの映画。
ベトナム戦争で戦場に出向いた少女の、感情の変化を描いた戦争ドラマ。
1998年6月9日シアトル国際映画祭で上映された他、モントリオール世界映画祭、トロント国際映画祭でも上映された
。

## ストーリー
ベトナム戦争下、ラットは後方の安全地帯で、医療に従事していた。
ある日、仲間のフォッシーが、戦場に彼女を呼ぶと言い出し、本当にガールフレンドのマリアンを呼び寄せてしまう。
マリアンは一躍部隊の人気者になるが、戦況の悪化に伴い、負傷者の応急処置を手伝うようになる。
医療部隊の隣には、陸軍の精鋭"グリーン・ベレー"、通称"グリーンズ"が駐屯していた。
徐々に戦争の影響を受け、変わりつつあるマリアンは、殺戮部隊グリーンズに興味を持つようになる。
そしてある日、マリアンはグリーンズの任務に同行する。

## 製作
ニュージーランドでロケが行われた。
原作はティム・オブライエンの1990年の短編小説、The Things They Carried（『本当の戦争の話をしよう』 村上春樹訳、文藝春秋）の一節、Sweetheart of the Song Tra Bongより。
監督・脚本は、『クイックシルバー』(1986)のトム・ドネリーが務め、編集は『マイ・フレンド・フォーエバー』(1995)のアンソニー・シェリンが行った。

## リリース
- 日本では劇場未公開で、VHS版がCICビクター・ビデオより1999年6月25日に販売された。DVDは未発売（2014年12月現在）。

- JSB（現：WOWOW）放送タイトルは『A Soldier's Sweetheart～グリーンズ/暗闇の殺戮部隊』。

## キャスト
- ラット - キーファー・サザーランド
- フォッシー - スキート・ウールリッチ
- マリアン - ジョージナ・ケイツ
- エディー - ダニエル・ロンドン
- ボビー・D - ルイス・バナリア
- 靴磨き - ラリー・ジリヤールJr
- サンダーズ - クリストファー・バート

## スタッフ
- 監督・脚本 - トム・ドネリー（トーマス・マイケル・ドネリー）
- 原作・脚本 - ティム・オブライエン
- 製作 - ウィリアム・S・ギルモア
- 製作総指揮 - マリアンヌ・モロニー
- 音楽 - ゲイリー・チャン
- 撮影 - ジャセク・ラスカス
- 編集 - アンソニー・シェリン
- 美術 - ラルフ・デイビス
- 衣装 - リーサ・エバンス[1]